# Клепачи (Славутский район)
Клепачи (укр. Клепачі) — село в Славутском районе Хмельницкой области Украины.
Население по переписи 2001 года составляло 784 человек. Почтовый индекс — 30036. Телефонный код — 3842. Занимает площадь 2,39 км². Код КОАТУУ — 6823983601.

## Местный совет
30036, Хмельницкая обл., Славутский р-н, с. Клепачи